# Chính phủ Riyad Hijab
Chính phủ Riyad Hijab là chính phủ Syria thứ tư được thành lập dưới thời Tổng thống Bashar al-Assad. Nội các này được thành lập vào ngày 23 tháng 6 năm 2012 và giải thể vào ngày 6 tháng 8 năm 2012 sau khi Thủ tướng Riyad Farid Hijab bỏ trốn khỏi đất nước. Chức vụ Thủ tướng của ông này do Wael Nader al-Halqi kế nhiệm.